# Déli kormányzóság (Bahrein)

A Déli kormányzóság elhelyezkedése Bahreinen belül

A Déli kormányzóság (arabul al-Muháfaza al-Dzsanúbijja, arab betűkkel المحافظة الجنوبية [al-Muḥāfaẓa al-Ǧanūbiyya]) Bahrein öt kormányzóságának legnagyobbika. Északnyugaton az Északi kormányzósággal, északkeleten pedig a Középső kormányzósággal határos. A fősziget déli része és a katari partok közelében levő Havár-szigetek tartoznak hozzá.